# Tödlicher Skandal
Tödlicher Skandal ist ein US-amerikanisches Filmdrama aus dem Jahr 1957. Der Film noir basiert auf dem Fernsehspiel Public Figure, welches 1956 von Harry W. Junkin geschrieben und von Studio One gesendet wurde.

## Handlung
H. R. Manley führt mit seinem vor zwei Jahren gegründeten Magazin Real Truth, welches etwa 5 Millionen Leser hat, eine der umstrittensten Zeitschriften des Landes. Weil er sich der Kritik fügte, weniger schmutzige Geschichten zu drucken, hat er in den letzten Monaten immer mehr Leser verloren. Allerdings sind seine Artikel immer noch so verwerflich, dass einer seiner Geldgeber, Harry Walsh, seine Investition in Höhe von 100.000 US-Dollar zurückzieht. Um ihn auszuzahlen, muss Manley allerdings noch einmal eine große schmutzige Geschichte drucken. Er will eine Geschichte über die allseits beliebte, skandalfreie und glücklich verheiratete Schauspielerin Mary Sawyer drucken. Unglücklicherweise lässt sich über sie wenig herausfinden, weswegen man versucht, über den beliebten Puppenspieler Scott Ethan Martin, der wie sie in Brooklyn aufwuchs, heranzukommen. Dieser hat nun endlich, nach jahrelangem Misserfolg, eine Anstellung als Werbefigur von Sterling Breakfast Foods erhalten, wodurch er ein bei allen Kindern beliebter Star geworden ist. Er ist so erfolgreich, dass er seiner Familie endlich ein eigenes Haus finanzieren kann.
Aber Manley meldet sich bald bei Scott Martins Ehefrau Connie und droht ihr, einen Artikel über die Jahre zurückliegende Gefängnisstrafe ihres Mannes zu veröffentlichen. Er könne seine Karriere nur noch retten, wenn er mit ihm kooperiere und eine schmutzige Geschichte über Sawyer veröffentliche. Connie und Martins Agent Jackson versuchen Scott zu überreden. Doch Scott will seine Karriere durch solche Machenschaften nicht retten. Daher stellt Connie ihm das Ultimatum, dass er sich zwischen seiner Familie und Sawyer, die er seit 20 Jahren nicht gesehen hat und kaum kennt, zu entscheiden. Aber Scott entscheidet sich für seine Aufrichtigkeit, nichts Schlimmes über Sawyer zu erzählen, besucht Manley, erzählt ihm, wie seine Frau ihn verließ, macht ihm moralische Vorwürfe und schlägt ihn nieder. Kurz darauf erzählt er seinem Sohn Joey, wie er einst auf der Straße aufwuchs, jemanden mit einem Messer überfiel, auf sein Opfer einstach und dafür vier Jahre ins Gefängnis kam. Er hat seine Strafe bekommen und wurde seitdem ein aufrichtiger Mensch.
Manley veröffentlicht statt einer Geschichte über Sawyer nun die Geschichte über Martin. Scott Martin verliert anschließend seinen Job. Connie ist erleichtert, dass die Geschichte nun vorbei ist, und Joey wird fortan in der Schule gehänselt. Als er sich und den Namen seines Vaters verteidigen will, wird er von einem Auto angefahren und stirbt. Manleys Mutter besucht kurz darauf Connie, weil sie herausfinden will, ob ihr Sohn an dem Tod Joeys schuld ist. Mrs. Manley selbst schämt sich für ihren Sohn und bat ihn zuvor bereits sein Zeitungsgeschäft aufzugeben und etwas Ehrliches anzufangen.
Kurz darauf besucht Scott Martin die Fernsehshow What do you read und erklärt neben dem Moderator Alan J. Frederick, dass die von Manley veröffentlichte Geschichte sein Leben zerstört und seinen Sohn getötet hat. Diese Erklärung wird zu einem Skandal und weil alle Zeitungen darüber berichten, steht Manleys Zeitschrift kurz vor dem Aus. Allerdings weiß er auch, dass seine letzte Ausgabe dementsprechend oft gekauft wird. Endlich kann er Walsh auszahlen. Seine Mutter hört dies, ist zutiefst von der Aussage ihres Sohnes verletzt und erschießt ihn mit einer Feuerwaffe.

## Kritik
„Der Film prangert zunächst den Mißbrauch der Pressefreiheit an, trägt dann jedoch zu dick auf und verliert sich in unglaubwürdiger Melodramatik.“

„Routiniert gespielter, veralteter Humbug“

## Veröffentlichung
Der Film wurde am 16. Januar 1957 zum ersten Mal in den Kinos gezeigt. In Deutschland wurde der Film zum ersten Mal am 14. November 1990 auf West 3 ausgestrahlt.